# Erich Rademacher
Erich Rademacher   (Magdeburg, 9 de juny de 1901 - Stuttgart, 3 d'abril de 1979) va ser un waterpolista i nedador alemany que va competir durant les dècades de 1920 i 1930. Era germà del també waterpolista Joachim Rademacher.
El 1928 va prendre part en els Jocs Olímpics d'Amsterdam, on va guanyar la medalla d'or en la competició de waterpolo. En aquests mateixos Jocs va guanyar la medalla de plata en la prova dels 200 metres esquena del programa de natació. Quatre anys més tard, als Jocs de Los Angeles, guanyà la medalla de plata en la competició de waterpolo.
En el seu palmarès també destaquen una medalla de plata i una de bronze als campionats d'Europa de waterpolo (1926 i 1931) i dues medalles d'or en els 200 metres esquena (1926-1927). Durant la seva carrera va establir diferents rècords del món en els 200 metres esquena, 200 iardes esquena i 100 i 500 metres esquena, així com 15 rècords nacionals. No va disputar els Jocs de 1920 i 1924 perquè Alemanya no hi fou convidada.
Durant la Segona Guerra Mundial va lluitar al front Oriental, on fou capturat pels russos i empresonat fins al 1947. Durant el captiveri patí importants ferides a la cara. En tornar a Alemanya va treballar com a agent d'assegurances a Braunschweig i Stuttgart. El 1972 fou incorporat a l'International Swimming Hall of Fame.